# Град Чачак
Град Чачак се налази у средишњем делу централне Србије у Моравичком округу, између општина Горњи Милановац на северу и општине Лучана на југозападу. На западу је општина Пожега која припада Златиборском округу, источно је општина Кнић која је саставу Шумадијског округа, а на југоистоку је град Краљево која припада Рашком округу. Према подацима са последњег пописа 2022. године на територији града је живело 105.612 становника.
Град Чачак заузима географски простор између 20°7'15“ и 20°38'30“ источне географске дужине и 43° 44' и 44° 00' 30“ северне географске ширине. Надморска висина је у распону од 204 m (ушће Бресничке реке у Западну Мораву) до 985 метара (планина Овчар).
Територија града заузима површину од 636 km2, и у погледу рељефа може се поделити на:
- Чачанску котлину са надморском висином од 200  до 300
- Брежуљкасто — брдски предео од 300 m до 500 m надморске висине
- Планински предео од 300 m до 985 m надморске висине

Планине Јелица са (929 m), Овчар (985 m), Каблар (885 m) и Вујан (857 m) окружују Чачанску котлину кроз коју протиче река Западна Морава чија је дужина 318 km. Површина котлине је преко 270 km2, дуга је око 40 km и пружа изванредне услове за пољопривреду.
Јединствену морфолошку целину представља Овчарско-Кабларска клисура која се одликује стрмим странама, укљештеним меандрима и налази се под заштитом државе као природно добро од изузетног значаја. У клисури се налази Овчар Бања као и Овчарско-кабларски манастири, што клисури и околини даје посебан значај.
Клима Чачка и његове ближе околине припада умерено-континенталном типу. Средња годишња температура ваздуха је 10,47 °C, а влажност ваздуха 80,7%. Чачак и околина нису изложени јаким ветровима и најчешће су северни и североисточни ветрови, а ређе западни. Просечна брзина ветрова је 2,3 m/s код северних, и 1,4 m/s код западних. Средња годишња висина падавина износи 692,9 mm.
Граду Чачку припада 58 насеља. По прелиминарним резултатима пописа из 2022. године општина Чачак има 106.453 становника.

## Познате личности
У познате Чачане спадају Бора Ђорђевић, Соња Савић, Жељко Обрадовић, Радомир Михајловић Точак, Драган Кићановић, Радмила Бакочевић, Пуриша Ђорђевић итд.

## Галерија
- Крст Светог Саве, Град Чачак, Општина Чачак, Моравички округ, Србија
- Крст код хотела
- Крст Светог Саве
- Поглед са Овчара, Чачак, Лучани
- Варошица у Слатини код Чачка
- Залазак сунца у Чачку
- Црква Вазнесења Господњег у Чачку
- Чачак Морава
- Стара кућа у улици Војводе Степе у Чачку.
- Улица Војводе Степе у Чачку, поглед ка Пошти.
- Железничка станица Чачак